# Tuborg Film 1-6
|  | Denne artikel er oprettet af botten Steenthbot ud fra en ekstern database. Den kan derfor have sproglige fejl eller mangler. Denne skabelon kan fjernes efter kontrol af indholdet. |

Tuborg Film 1-6 er en dansk dokumentarisk optagelse fra 1936.

## Handling
Diverse optagelser fra og om bryggeriet Tuborg samt reklamefilmsklip, optaget af filmfotograf Poul Eibye:

Rejsegilde, håndværkere stiller op til foto, skåltaler. Rundvisning, bl.a. i bryggeriets kedelhal, Einar Dessau fører an. Tuborg-kølevogne med "Bière" kører fra bryggeriet. Klip fra reklame: eksportøllen "Boy Beer", en 'usynlig hånd' hælder øl op i glas, miniaturehuse rundt om 'kæmpe' ølflaske, fabrikation af etiketter, opstilling af diverse eksportøl med engelske etiketter. Kvindelige arbejdere indpakker ølflasker i papir. Øl pakkes i kasser og sendes af sted på transportbånd.

Medarbejderudflugt(?) på skib om vinteren. Klip med stresset mand, der falder i søvn på kontoret. Skuespilleren Carl Brisson og frue besøger Tuborg. Direktion, bl.a. direktør Benny Dessau, og medarbejdere stiller op til foto. Repræsentationsmøde med funktionærer. Optog med ringriddere til hest foran Tuborgbygningen i Hellerup.

Sejlskibet "Charlotte Marie", ølkasser læsses fra Tuborgbil ned i båd og sejles ud til "Fylgia". Otto af Habsburgs besøg på Tuborg (21/8/1936). Der laves en radioudsendelse fra Tuborg-bryggeriet. "Hjortens Flugt", hestevogne på gårdspladsen med fontæne. Fodboldkamp i Idrætsparken.

Der fragtes øl ud til et stort skib fra den svenske flåde. Den svenske flåde på besøg på Tuborg. Reklamebillede for "Boy Beer" (Cerveza Boy, la legitima pilsener Tuborg), optagelser af diverse Boy Beer reklameprodukter, bl.a. en Boy Beer terningeryster.

Hestevogne fra "Kongens Bryghus" i parade på Charlottenlund Travbane. Optagelser fra byggeri. Hærens 3. regiment i opvisning, efterfølgende parade. Direktør Benny Dessau og Einar Dessau på krigsskib i Tuborg havn, Christian X og Prins Knud ankommer.

Hesteparade. Bryggerhestene tages ud, vandes og spændes for vogn. Bryggeriudstilling med besøg af Christian X. Skuespilleren Jean Hersholt besøger Tuborg, Einar Dessau viser rundt. Dyrskue i Skanderborg 17/7/1934. På "Landmandshotellet" drikkes der Tuborg Pilsner. 